# Svärdnäbb
Svärdnäbb (Ensifera ensifera) är en sydamerikansk fågelart i familjen kolibrier med längst näbb av alla fåglar i förhållande till kroppen.

## Utseende

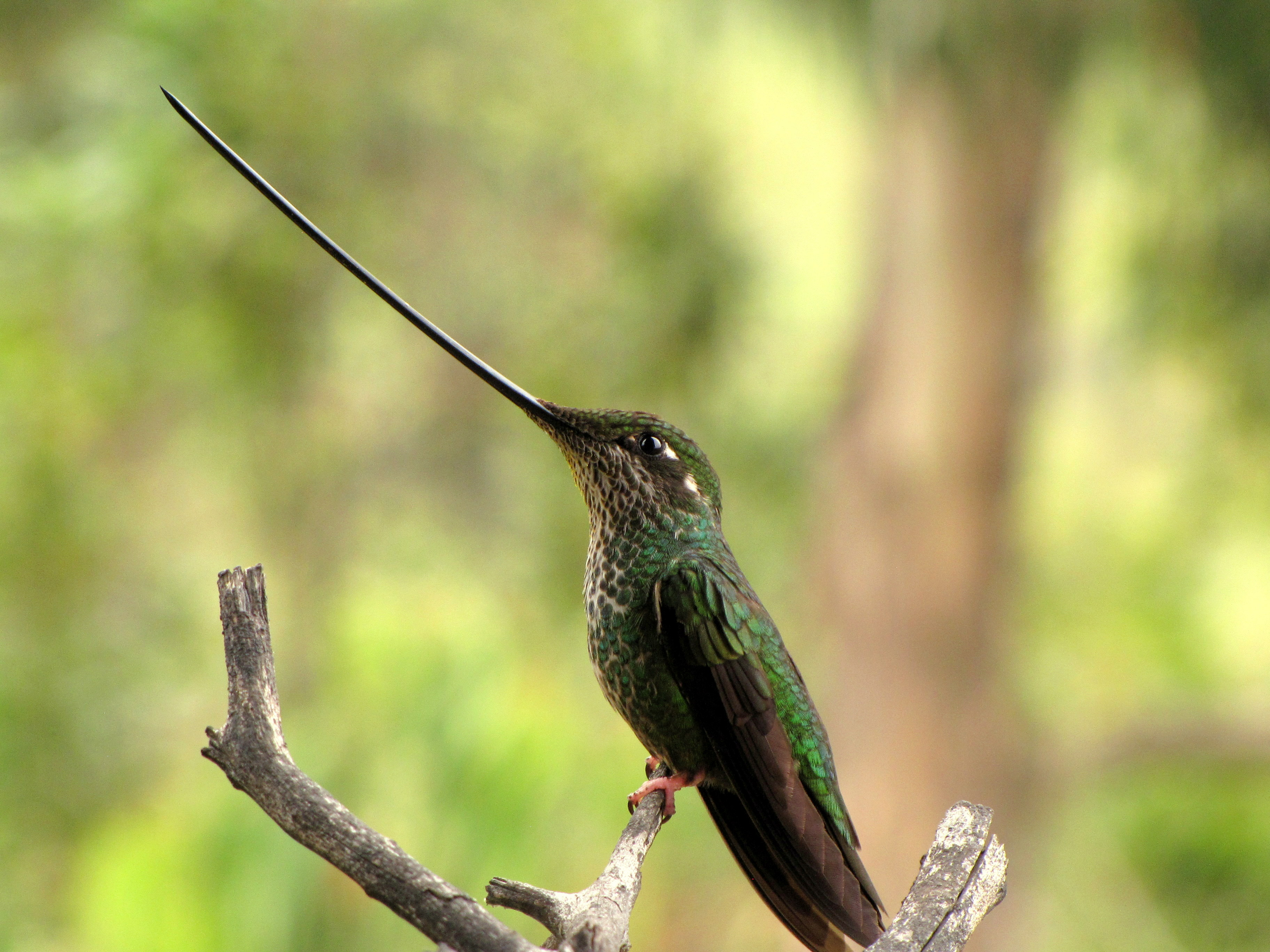

Svärdnäbbens främsta kännetecken är som dess svenska namn antyder den mycket långa näbben. De fullvuxna fåglarna kan ha en näbb med en längd på upp till elva centimeter, vilket ofta är längre än kroppen. Denna egenskap är arten ensam om i fågelvärlden. Vid vila håller fåglarna den långa näbben närmast vertikalt, detta för att hålla rätt balans och avlasta nackmuskulaturen.
Fjäderdräkten är mörkt grönaktig, med en ljusare fläck bakom ögat. Stjärten är svart och djupt kluven. Hanen och honan liknar mycket varandra till utseendet, förutom att honan har gråaktig haka och att honans ljusa ögonfläck är större än hanens.
Fåglarnas vikt uppgår till mellan 12 och 15 gram. 

## Föda
Näbbens längd gör att arten kan födosöka efter nektar i blommor med nektargömmen som inte kan nås av kolibriarter med kortare näbbar. Trumpetformiga blommor i spikklubbesläktet och blommor i passionsblomssläktet hör till dem arten besöker. Fåglarna kan även fånga insekter.

## Utbredning och systematik
Svärdnäbben placeras som ensam art i släktet Ensifera. Den förekommer i Anderna från västra Venezuela till nordöstra Bolivia.

## Status och hot
Arten har ett stort utbredningsområde, men tros minska i antal, dock inte tillräckligt kraftigt för att den ska betraktas som hotad. Internationella naturvårdsunionen IUCN listar arten som livskraftig (LC). Utifrån dessa kriterier kategoriserar internationella naturvårdsunionen IUCN arten som livskraftig (LC). Världspopulationen har inte uppskattats men den beskrivs som ovanlig och fläckvist förekommande.